# Miguel Silva Júnior
Miguel Silva Júnior (* 20. Dezember 1948 in Itanhaém) ist ein ehemaliger brasilianischer Radrennfahrer.

## Sportliche Laufbahn
Miguel Silva Júnior (mit vollständigem Namen Miguel Duarte da Silva) war Teilnehmer der Olympischen Sommerspiele 1972 in München. Im olympischen Straßenrennen schied er beim Sieg von Hennie Kuiper aus.
1971 siegte er im Eintagesrennen Prova Ciclistica 9 de Julho vor Luiz Carlos Flores. 1972 gewann er das Rennen erneut. Miguel Silva Júnior startete für den Verein Calói Esportes Clube.